# Himne de l'Exèrcit Popular de Catalunya
La marxa o Himne de l'Exèrcit Popular de Catalunya, popularment conegut com a Endavant! és una marxa de caràcter militar que va ser adoptada com a himne de l'Exèrcit Popular de Catalunya durant la seva existència i va esdevenir una marxa antifeixista catalana després de la incorporació de l'exèrcit popular català en l'Exèrcit Popular de la República. Es diu que la melodia de la cançó va arribar amb els brigadistes internacionals alemanys i italians a finals de 1936, els quals cantaven Die Rote Garde i La Guardia Rossa respectivament, cançons antifeixistes dels anys vint. Pere Quart va compondre la lletra i la va adaptar al ritme de la melodia, la qual va esdevenir d'ençà fins al final de la guerra una peça musical indispensable en actes oficials militars, juntament amb Els segadors.

## Lletra
| Marxa |
| --- |
| Un dia tràgic la gent més innoble, d'aquesta terra desfeia la pau, els vils feixistes dreçats contra el poble, volien fer-lo per sempre esclau. Vingué la guerra ferotge i sens treva, al nord, al centre, al sud i al llevant, i arreu d'Espanya s'alça la gran lleva dels voluntaris que lluiten cantant, endavant! Amb fúria i disciplina, enfonsarà a l'abisme, al criminal feixisme, l'Exèrcit Popular. Però nosaltres a més de la glòria volem la força que dona la unitat, per la total i immediata victòria, com un sol home marxem al combat. Passa la tropa i el poble l'aclama, rengles de ferro, fusells rutilants, l'esguard enlaire dessota la flama, de la bandera que ens fa a tots germans, endavant! Amb fúria i disciplina, enfonsarà a l'abisme, al criminal feixisme, l'Exèrcit Popular. |